# مالوري إيرفن
مالوري إيرفن (بالإنجليزية: Mallory Ervin) هي متسابقة ملكة الجمال ويوتيوبية أمريكية، ولدت في 26 أكتوبر 1985 في هندرسون في الولايات المتحدة.

## وصلات خارجية
- الموقع الرسمي
- مالوري إيرفن على موقع IMDb (الإنجليزية)